# Gymnoclytia subpetiolata
Gymnoclytia subpetiolata là một loài ruồi trong họ Tachinidae.